# Nachal Šovav
Nachal Šovav (hebrejsky: נחל שובב) je vádí v Dolní Galileji, v severním Izraeli.
Začíná v nadmořské výšce přes 200 metrů na hřbetu mezi obcí Giv'at Avni a průmyslovou zónou Dolní Galilea. Pak směřuje rychle se zahlubujícím korytem k jihovýchodu a prudce sestupuje do údolí Bik'at Javne'el. Zde ústí cca 1,5 kilometru severozápadně od vesnice ha-Zor'im zprava do vádí Nachal Javne'el.